# 엘라 슐러
엘라 프리에다 슐러(Ella Frieda Schuler, 1897년 9월 5일 ~ 2011년 5월 7일)는 미국의 초백세인으로 113년 244일을 살았으며 사망 시점에서 캔자스주 최고령자, 세계 7번째 최고령자였었다.

## 가족
슐러는 1923년 8월 19일 존 세실 슐러(John Cecil Schuler)와 결혼했다. 엘라는 존이 유니언 퍼시픽 철도에서 근무할 때 버지니아에서 만났다. 그 후 10년 동안 제임스, 존 주니어, 로버트를 낳았다.

## 생애
슐러는 네브래스카주 폰테닐(Fontenelle)에서 독일에서 이민 온 부모 클라우센 헨리와 매리 윈클만 사이에서 엘라 윈클만이라는 이름으로 네번째 자녀로 태어났다. 부모는 말, 양을 기르고 옥수수, 귀리를 재배했다. 남자 형제들이 학교에 다닐 때 그녀는 거의 집에서 일했다. 1934년 남편 존이 철도 회사를 관두고 엘라와 같이 토피카에서 식료품 가게를 했다. 사업을 확장해서 식료품 가게 근처 주유소를 사들였다. 50대에 고등학교 학위를 취득했고 토피카 소재 위시번 전문대학(현재 위시번 대학교)에서 2년제 포로그램을 수료했다. 1952년 장남 제임스가 26세의 나이로 충수염 합병증으로 사망했다. 슐러 부부는 1978년 식료품 가게 문을 닫고 은퇴했다. 결혼한 지 거의 60년이 지난 1983년 봄, 남편이 사망한 후 미국과 유럽을 여행했다. 98세가 되던 1995년까지 혼자 살았지만 빙판길에서 넘어지고 나서 보호시설에서 살았다. 2011년 토피카에서 자연사했다.
사망 당시 증손자와 증손녀 6명이 있었고 고손자와 고손녀 2명이 있었다. 페이스북을 이용하기도 했으며 그녀는 페이스북의 최고령 회원이었다. 페이스북은 회원이 1900년 1월 1일 이전에 태어난 것으로 설정할 수 없기에 실제 생일을 입력할 수 없었다.